# Corgatha metalligera
Corgatha metalligera är en fjärilsart som beskrevs av Butler 1881. Corgatha metalligera ingår i släktet Corgatha och familjen nattflyn. Inga underarter finns listade i Catalogue of Life.